# Roca Gran (Navars)
La Roca Gran és una muntanya de 452 metres que es troba al municipi de Navars, a la comarca catalana del Bages.